# Vrchy (Středolabská tabule)
Vrchy (219 m n. m.) je vrch v okrese Nymburk ve Středočeském kraji. Leží asi 1,5 km severozápadně od obce Krchleby na jejím katastrálním území.

## Popis
Je to suk tvaru krátkého plochého nesouměrného hřbítku směru zhruba sever–jih při hranici s Jizerskou tabulí. Je složen z písků a štěrků v nadloží a vápnito-jílovitých pískovců v podloží. Vrch je využit jako orná půda. Je to výhledové místo.

## Geomorfologické zařazení
Geomorfologicky vrch náleží do celku Středolabská tabule, podcelku Nymburská kotlina a okrsku Milovická tabule.